# Карпаты (футбольный клуб, Галич)
«Карпаты» (укр. Карпати) — украинский футбольный клуб из Галича Ивано-Франковской области, выступавший во Второй лиге Украины. Домашние матчи проводит на стадионе «Энергетик» в Бурштыне.

## Названия
- 1949—1967 — «Колхозник» (укр. Колгоспник)[1]
- 1967—1984 — «Динамо»[1]
- 1984—1993 — «Днестр»[1]
- 1993—2000 — «Галичина»[1]
- 2000—2009 — «Энергетик-Галичина-2»[1]
- 2009 — «Днестр»[1]
- 2009—2017 — «Гал-Вапно»[1]
- 2017—2018 — «Галич»[1]
- 2018—2019 — «Карпаты»[1]
- 2019—2020 — «Карпаты Галич-Бурштын»[1]
- 2020—2022 — «Карпаты»[1]

## История
Клуб основан в 1949 году.
В 2009 году команда при участии Игоря Мусякевича стала именоваться «Днестром», а спустя полгода команда была переименована в «Гал-Вапно» из-за сотрудничества с предприятием «Галичина-Вапно». Команда в 2009 году заняла четвёртое место в чемпионате Галицкого района и первое на Кубке Крылоса. По итогам чемпионата Ивано-Франковской области 2014 года лучшим бомбардиром турнира стал Игорь Худобяк из «Гал-Вапно», забивший 17 голов.
В сезоне 2017/18 команда выступала под названием «Галич» и впервые в своей истории оформила победу в чемпионате области. После победы на региональном уровне клуб был переименован в «Карпаты» и заявлен на любительский чемпионат Украины. Летом 2019 года клуб объединился с бурштынским «Энергетиком» и получил название «Карпаты Галич-Бурштын».
Летом 2020 года руководство клуба подало заявку на участие во Второй лиге Украины 2020/21 и в итоге клуб был допущен к розыгрышу турнира. В связи с переходом в профессиональный дивизион клуб сменил эмблему, в центре которой изображён лев. 28 августа 2020 года команда стартовала в Кубке Украины и в первом предварительном раунде уступила тернопольской «Ниве» (1:2). Свой первый матч во Второй лиге Украины команда сыграла 6 сентября 2020 года против «Чайки» из Киевской области (2:2).
В 2022 году, после вторжения в Украину российских войск руководством клуба было принято решение приостановить выступления в чемпионате Украины

## Стадион
«Карпаты» выступают на стадионе «Энергетик» в городе Бурштын, вмещающем 3000 зрителей. Основная арена клуба — стадион «Колос» в Галиче не соответствует требованиям Профессиональной футбольной лиги Украины, и к тому же пострадал от наводнения 2020 года.

## Главные тренеры
- Андрей Нестерук (2016—2019)[14]
- Пётр Русак (2019—2020)[6]
- Роман Гнатив (2020—2021)[15]
- Любомир Вовчук (2021)
- Карлос Инарехос (2021—2022)